# Progress MS-07
Progres MS-07 (rusă Прогресс МC-07), identificată de NASA drept Progress 68 sau 68P, este o navă spațială utilizată de Agenția Federală Spațială Rusă pentru a reaproviziona Stația Spațială Internațională.

## Lansare
Progress MS-07 a fost lansat la 14 octombrie 2017 de la Cosmodromul Baikonur din Kazahstan, la bordul unei rachete Soyuz-2.1a .  O lansare antecedență programată pentru 12 octombrie 2017 a fost anulată.

## Încărcătură
Progress MS-07 a transportat circa 2450 kg de mărfuri și bunuri către Stația Spațială Internațională. Nava spațială a livrat alimente, combustibil și provizii, inclusiv 880 kg de combustibil propulsor, 47 kg de oxigen și aer și 420 kg de apă. 